# Duncan Watmore
Duncan Ian Watmore, né le 8 mars 1994 à Manchester, est un footballeur anglais qui évolue au poste d'ailier droit.

## Carrière

### En club

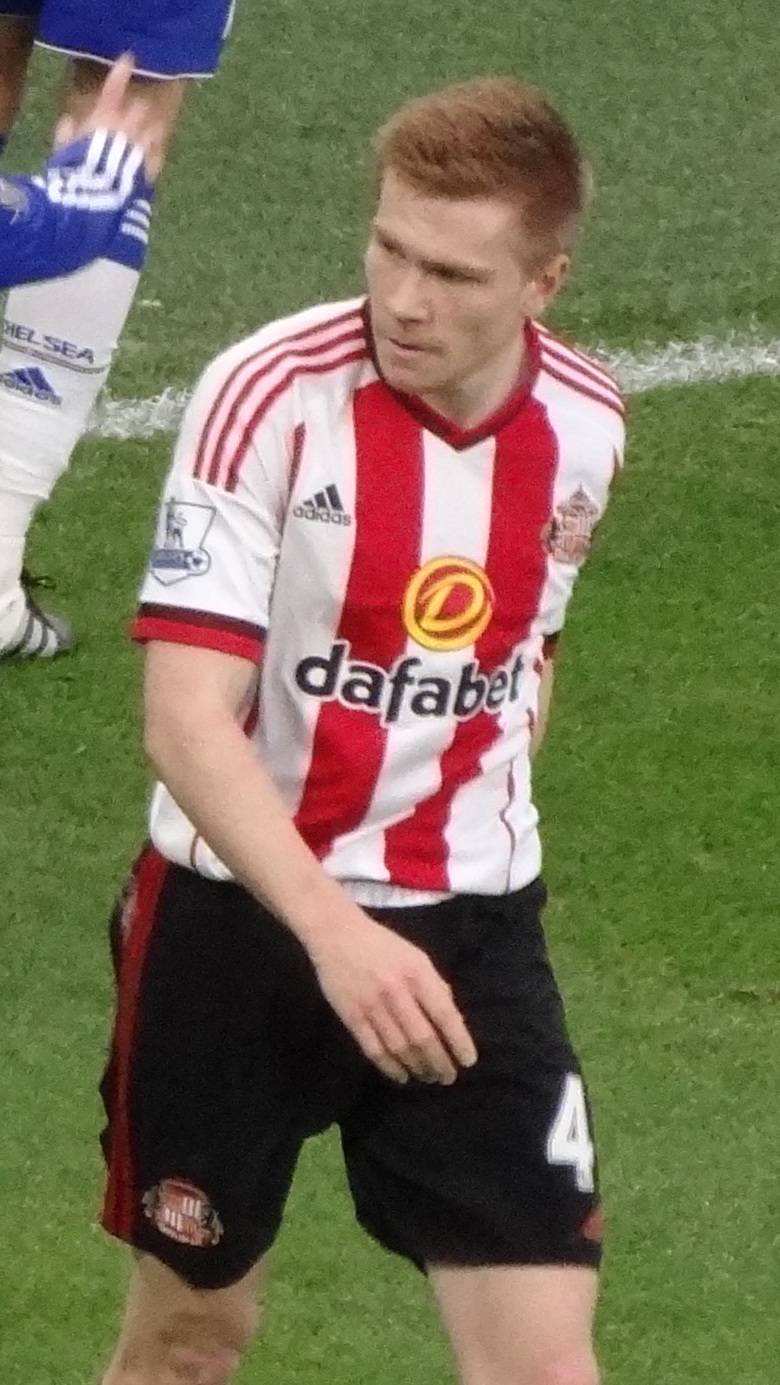
Watmore avec Sunderland en 2015

Le 5 janvier 2014, il fait ses débuts pour Sunderland lors d'un match de Coupe d'Angleterre contre Carlisle United.
Le 17 novembre 2020, Watmore s'engage jusqu'en janvier 2021 en faveur de Middlesbrough.
Le 31 janvier 2023, il rejoint Millwall.

### En sélection
Il participe au Tournoi de Toulon 2015 avec l'équipe d'Angleterre des moins de 20 ans. Lors de la compétition, il inscrit deux buts, contre le Maroc et le Mexique.
Le 3 septembre 2015, il fait ses débuts pour l'Angleterre espoirs lors d'un match contre les États-Unis.

## Palmarès

### En club
Vierge

### En sélection
- Équipe d'Angleterre espoirs
  - Vainqueur du Tournoi de Toulon en 2016

### Distinctions personnelles
- Élu joueur de l'année d'Altrincham en 2013
- Auteur du but élu le plus beau de l'année d'Altrincham en 2013
- Élu meilleur espoir de Sunderland par les supporters en 2016
- Élu joueur de la saison de Professional Development League en 2015 (en)
- Membre de l'équipe type du Tournoi de Toulon en 2015
- Élu révélation du Tournoi de Toulon en 2015